# Гоппертия Вича
Гоппертия Вича (лат. Goppertia veitchiana) — вид однодольных растений из семейства марантовых (Marantaceae). Естественный ареал — влажные районы Эквадора и соседних регионов.
До 2012 года вид был известен под названием калатеи Вича, однако на основании проведенных филогенетических исследований существенное количество видов рода Калатея были перенесены в род Гоппертия, включая и этот.

## Название
Видовое название предложено Джеймсом Вичем в память о своем отце Джоне Виче.

## Ботаническое описание
Листья крупные, прикорневые, на выраженных черешках, более или менее овально-эллиптической формы, кончик короткий, причерешковая часть широкая и округлая. Текстура листа гладкая с обеих сторон. На абаксиальной (обращенной вверх) поверхности листовой пластинки по обе стороны от центральной жилки находятся соединенные между собой контрастные темно-зеленые мазки в форме полумесяца, обращенного вогнутой стороной к прожилке. Ближе к краю лист также окрашен в темный тон. Черешки слегка опушенные.
Цветонос прочный, толщиной с гусиное перо, цилиндрический и слегка опушенный, короче листьев.
Соцветие-колос длиной 2-3 дюйма и около двух дюймов в диаметре. Прицветники плотно прилегают друг к другу в нижней части колоса с более или менее отогнутыми кончиками, Верхняя часть соцветия имеет редкие волоски, верхние прицветники пустые и отогнутые, окрашены в красноватые тона с наружной стороны ближе к кончикам.
Цветки маленькие, собранные в пучки по 3-6 штук в основании прицветников, окружены продолговатыми отогнутыми пленчатыми прицветничками. Чашелистики из трех одинаковых сегментов, короче трубки венчика, но в несколько раз длиннее завязи. Венчик выступающий, на губе имеется бледно-пурпурный мазок, задний сегмент и стаминодии бледно зеленовато-желтые..

## Распространение и экология
Растение преимущественно встречается на территории Эквадора, а также в Перу, Венесуэле и Гондурасе.

## Применение
Гоппертия Вича используется в качестве декоративного горшечного растения.

## Классификация

### Таксономическое положение
|  |                                |  |                                                  |                                                  |                      |  | еще 7 семейств в порядке Имбирецветные (APG IV, 2016) | еще 7 семейств в порядке Имбирецветные (APG IV, 2016) |                                                    |  |  |  | еще 243 вида в роде Гоппертия (APG IV, 2016) |
|  |                                |  |                                                  |                                                  |                      |  | еще 7 семейств в порядке Имбирецветные (APG IV, 2016) | еще 7 семейств в порядке Имбирецветные (APG IV, 2016) |                                                    |  |  |  | еще 243 вида в роде Гоппертия (APG IV, 2016) |
|  |                                |  |                                                  | порядок Имбирецветные                            |                      |  |                                                       |                                                       | род Гоппертия                                      |  |  |  |                                              |
|  |                                |  |                                                  | порядок Имбирецветные                            |                      |  |                                                       |                                                       | род Гоппертия                                      |  |  |  |                                              |
|  | отдел Цветковые (APG IV, 2016) |  |                                                  |                                                  | семейство Марантовые |  |                                                       |                                                       | вид Гоппертия Вича                                 |  |  |  |                                              |
|  | отдел Цветковые (APG IV, 2016) |  |                                                  |                                                  | семейство Марантовые |  |                                                       |                                                       |                                                    |  |  |  |                                              |
|  |                                |  | ещё 63 порядка цветковых растений (APG IV, 2016) | ещё 63 порядка цветковых растений (APG IV, 2016) |                      |  |                                                       | еще 29 родов в семействе Марантовые (APG IV, 2016)    | еще 29 родов в семействе Марантовые (APG IV, 2016) |  |  |  |                                              |
|  |                                |  |                                                  | ещё 63 порядка цветковых растений (APG IV, 2016) |                      |  |                                                       |                                                       | еще 29 родов в семействе Марантовые (APG IV, 2016) |  |  |  |                                              |

### Синонимика
- Calathea veitchiana  Veitch ex Hook.f
- Calathea veitchiana var. foxii  Raffill
- Maranta veitchiana  (Veitch ex Hook.f) Van Houtte
- Maranta veitchii Anon.
- Phyllodes veitchiana (Veitch ex Hook.f) Kuntze[4]